# Вахід Аббасов
Вахід Вагіф огли Аббасов (рос. Вахид Вагиф оглы Аббасов; 6 червня 1997) — сербський професійний боксер російського походження, чемпіон Європи серед аматорів.

## Аматорська кар'єра
Аббасов народився в Росії. 2013 року завоював срібну медаль на молодіжному чемпіонаті Європи.
На молодіжному чемпіонаті Європи до 22 років 2019 року став чемпіоном. Після цього переїхав до Сербії.
На чемпіонаті світу 2021 здобув дві перемоги, а у чвертьфіналі програв Окадзава Севон (Японія).
На чемпіонаті Європи 2022 став чемпіоном.
- В 1/8 фіналу переміг Юджина Макківера (Ірландія) — 5-0
- У чвертьфіналі переміг Тайлера Джоллі (Шотландія) — 4-1
- У півфіналі переміг Александру Парасківа (Молдова) — 5-0
- У фіналі переміг Лашу Гурулі (Грузія) — 5-0

На чемпіонаті світу 2023 програв у першому бою.
На Європейських іграх 2023 завоював срібну медаль.
- В 1/16 фіналу переміг Мірослава Капулер-Іщенко (Ізраїль) — 5-0
- В 1/8 фіналу переміг Рамі Ківана (Болгарія) — 3-2
- В 1/4 фіналу переміг Гургена Мадояна (Вірменія) — 4-1
- У півфіналі переміг Макан-Ві Траоре (Франція) — 5-0
- У фіналі програв Ніколаю Тертеряну (Данія) — 1-4

На чемпіонаті Європи 2024 завоював бронзову медаль.
- В 1/8 фіналу переміг Анастасіоса Коровесіса (Греція) — 5-0
- У чвертьфіналі переміг Рафаеля Буза (Угорщина) — 5-0
- У півфіналі програв Лаші Гурулі (Грузія) — 0-5

## Професіональна кар'єра
Впродовж 2018—2023 років провів сім переможних боїв.